# Marius Ștefănescu
Marius Ștefănescu (Caracal, 14 agosto 1998) è un calciatore rumeno, centrocampista dell'FCSB.

## Caratteristiche tecniche
È un esterno sinistro.

## Carriera

### Club
Cresciuto nel settore giovanile del Sepsi, ha esordito in prima squadra il 12 luglio 2019 disputando l'incontro di Liga I pareggiato 0-0 contro il Voluntari.

### Nazionale
Nel 2022 ha esordito in nazionale.

## Palmarès

### Club

#### Competizioni nazionali
- Coppa di Romania: 2

Sepsi: 2021-2022, 2022-2023
- Supercoppa di Romania: 3

Sepsi: 2022, 2023
FCSB: 2024

### Individuale
- Miglior giocatore della Supercoppa di Romania: 1

2024